# Мнишек, Ян Кароль
Ян Кароль Мнишек (1716 — 19 сентября 1759) — государственный и военный деятель Речи Посполитой, староста галицкий, ловчий великий коронный (1736—1742), подкоморий великий литовский (1742—1759), генерал-лейтенант коронных войск, староста яворовский, голубский, калушский и ольховецкий.

## Биография
Представитель польского магнатского рода Мнишеков герба «Мнишек». Второй сын маршалка великого литовского и каштеляна краковского Юзефа Мнишека (ум. 1747) от второго брака Констанцией Тарло (ум. 1740). Старший брат — маршалок надворный коронный, генеральный староста великопольский и каштелян краковский Ежи Август Мнишек (1715—1778).
В 1736 году Ян Кароль Мнишек получил должность ловчего великого коронного, а в 1742 году был назначен подкоморием великим литовским. В 1744 году стал кавалером Ордена Белого Орла. В 1754 году был избран послом на сейм от Ломжинской земли.
В 1741 году женился на Катарине Замойской (1722—1771), дочери воеводы смоленского Михаила Здислава Замойского (1679—1735) от второго брака с княжной Эльжбетой Вишневецкой (1701—1770). Дети:
- Эльжбета Вандалин Мнишек (1740—1767), жена генерал-адъютанта королевского двора и генерал-майора коронных войск Яна Дембинского
- Людвика Мнишек (1751—1799), жена с 1766 года воеводы гнезненского, калишского и познанского князя Августа Сулковского (1729—1786)
- Юзеф Ян Вандалин Мнишек (1742—1797), хорунжий великий коронный и генерал-майор польской армии
- Станислав Ежи Мнишек (1745—1806), великий хорунжий коронный
- Михаил Ежи Вандалин Мнишек (1748—1806), чашник великий коронный, секретарь великий литовский, маршалок великий литовский, староста любельский и слонимский